# كليف سيمبسون
كليف سيمبسون هو لاعب هوكي الجليد كندي، ولد في 4 أبريل 1923 في تورونتو في كندا، وتوفي في 30 مايو 1987.

## وصلات خارجية
- كليف سيمبسون على موقع دوري الهوكي الوطني (الإنجليزية)
- كليف سيمبسون على موقع EliteProspects.com (الإنجليزية)
- كليف سيمبسون على موقع HockeyDB.com (الإنجليزية)
- كليف سيمبسون على موقع Hockey-Reference.com (الإنجليزية)